# Audrey Munson
Audrey Marie Munson (née le 8 juin 1891 à Syracuse, dans l'État de New York, décédée le 20 février 1996 à Ogdensburg, dans l'État de New York) est une actrice américaine des années 1910 et 1920, qui a été également modèle. Elle fut surnommée « miss Manhattan », « The Exposition Girl » ou « la Vénus américaine. »

## Biographie
Audrey Marie était la fille d'Edgar Munson et de son épouse Katherine « Kittie » Mahaney. Ses parents se séparèrent en 1896, et sa mère partit avec elle à New York. 

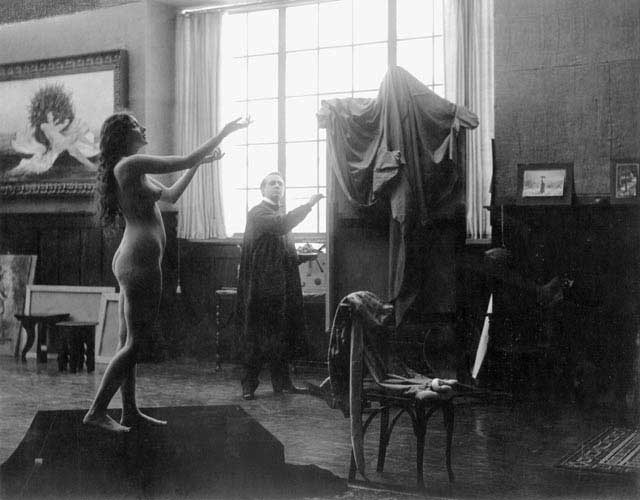
Dans l'atelier de Daniel Chester French, vers 1921.

En 1906, Audrey Munson fut remarquée dans la rue par le photographe Ralph Draper. Avec son ami le sculpteur Isidore Konti (en), celui-ci la prit pour modèle et la rendit célèbre. Pendant les dix années qui suivirent, Audrey Munson devint la muse et le modèle de nombreux sculpteurs et peintres. En 1915, Audrey Munson partit à Hollywood où elle devint la première actrice à apparaître complètement nue à l'écran. Les censeurs furent réticents à interdire le film, craignant d'avoir à interdire l'art de la Renaissance. Pendant cette période, elle tourna dans quatre films muets où elle occupa le premier rôle. Pour son dernier film, Heedless Moths (1921), elle perçut un cachet de 27 000 dollars.
En 1919, elle repartit de Californie pour revenir à New York et vécut avec sa mère dans une pension de famille. Le propriétaire, le Dr Walter Wilkins tomba amoureux de la jeune Audrey et assassina son épouse, Julia, en 1921, pour pouvoir l'épouser. Malgré le départ de New York d'Audrey Munson et de sa mère avant le meurtre, la police souhaitait les interroger, et lança une recherche dans tout le pays. Elles furent finalement interrogées à Toronto, au Canada, où elles déclarèrent qu'elles avaient déménagé parce que Mme Wilkins le leur avait demandé. Cela satisfit la police, mais la publicité négative suscitée par l'affaire eut pour effet de mettre un terme à la carrière de modèle et d'actrice d'Audrey Munson. Walter Wilkins fut jugé et condamné à mort par chaise électrique. Il se pendit dans sa cellule avant l'exécution de la sentence. Bien que la police eût reconnu son innocence, la presse lança une campagne contre Audrey Munson et ce fut la fin de sa carrière. 
En 1920, Audrey Munson, incapable de trouver du travail, retourna avec sa mère à Mexico, où elle travailla pendant un temps comme vendeuse d'ustensiles de cuisine en porte-à-porte. Le 27 mai 1922, elle commit une tentative de suicide, en avalant une solution de chlorure de mercure. Ce fut le début d'une longue période de trouble mental et de paranoïa.
En 1931 un juge ordonna le placement d'Audrey Munson à 39 ans dans un établissement psychiatrique. Elle y restera les 65 années suivantes, jusqu'à son décès. Audrey Munson mourut le 20 février 1996 à 104 ans et fut inhumée au cimetière de New Haven.

## Sculptures (sélection)
| - Pomona ou Abundance, Pulitzer-Plaza Hotel Fountain (1915) - Vénus de Milo, pour la reine Wilhelmine des Pays-Bas - Star Maiden, Oakland Museum (1915) - Eastern Hemisphere - Fountain of Energy (1915) - Melvin Brothers Memorial (1908) - Commerce et Jurisprudence (1910) - Spirit of Life (1914) | - Fountain of Ceres (1915) - Consecration (1915) - Civic Fame au sommet du Manhattan Municipal Building, à New York - Descending Night (1916) - Dime et demi-dollar des États-Unis (1916) - The Fountain of El Dorado (1915) |

### Gertrude Vanderbilt Whitney

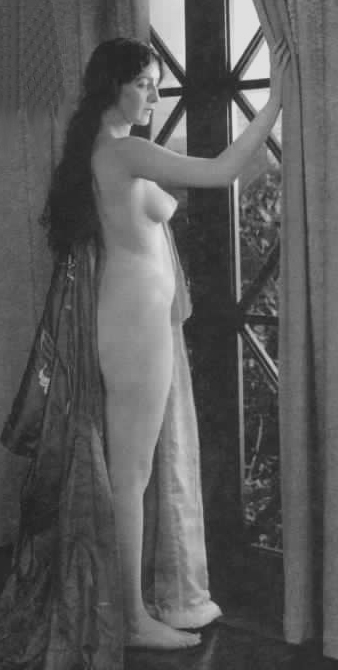
Audrey Munson dans le film Heedless Moths, en 1921.

## Filmographie

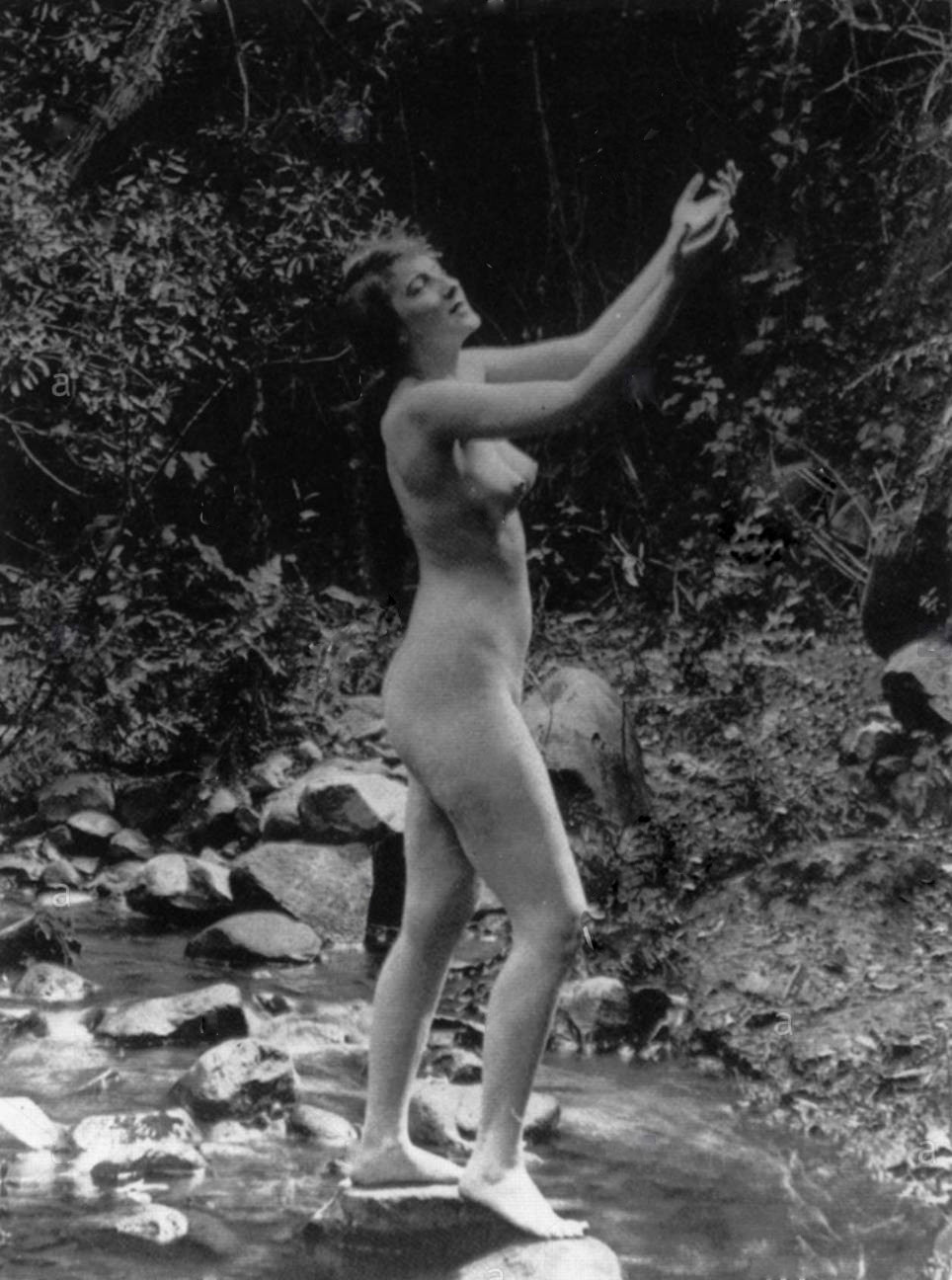
Audrey Munson dans Purity.

- 1915 : Inspiration
- 1916 : Purity
- 1917 : Girl O’Dreams
- 1921 : Heedless Moths

## Divers
- Audrey Munson est une parente éloignée de l'acteur américain James Martin Kelly (en).